# تاخیر در پردار شدن جوجه

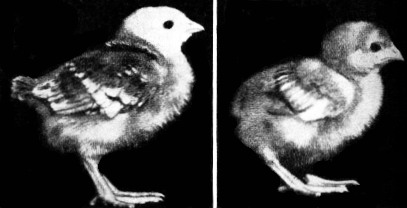
شکل ۱. انواع پر در جوجه‌های ده‌روزه. سمت چپ: جوجه پرسرعت معمولی. سمت راست: جوجه دارای پر تأخیری حامل ژن K مرتبط با جنسیت

پردار شدن تأخیری در جوجه‌ها (به انگلیسی: Delayed feathering in chickens)، یک تاخیر تعیین‌شده ژنتیکی در هفته‌های اول رشد پر است که به‌طور معمول در بین جوجه‌های بسیاری از نژادهای مرغ رخ می‌دهد و پس از تکمیل پرهای مرغ دیگر خود را نشان نمی‌دهد.
تفاوت بین رشد سریع پرهای طبیعی و پردار شدن تأخیری را می‌توان در جوجه‌های یک‌روزه تشخیص داد، اما همیشه در جوجه‌های ۱۰–۱۲ روزه رخ می‌دهد.
رشد پرها در هفته‌های اول زندگی از نظر ژنتیکی توسط چند ژن اتوزومال و یک ژن مرتبط با جنسیت کنترل می‌شود.